# District de Gurye
Le district de Gurye est un district de la province du Jeolla du Sud, en Corée du Sud. Le district de s'étend sur 443,02 km² et compte une population d'environ 24 000 habitants.
Le district de Gurye est une destination apprécié pour la randonnée. Il accueille chaque année de nombreux festivals, tels que le festival des fleurs de Sansuyu, ainsi que le festival de l'érable de la vallée de Piagol. Gurye abrite également le premier parc national de Corée, qui abrite certains des temples les plus importants du pays, tels que le temple de Hwaeomsa.

## Histoire

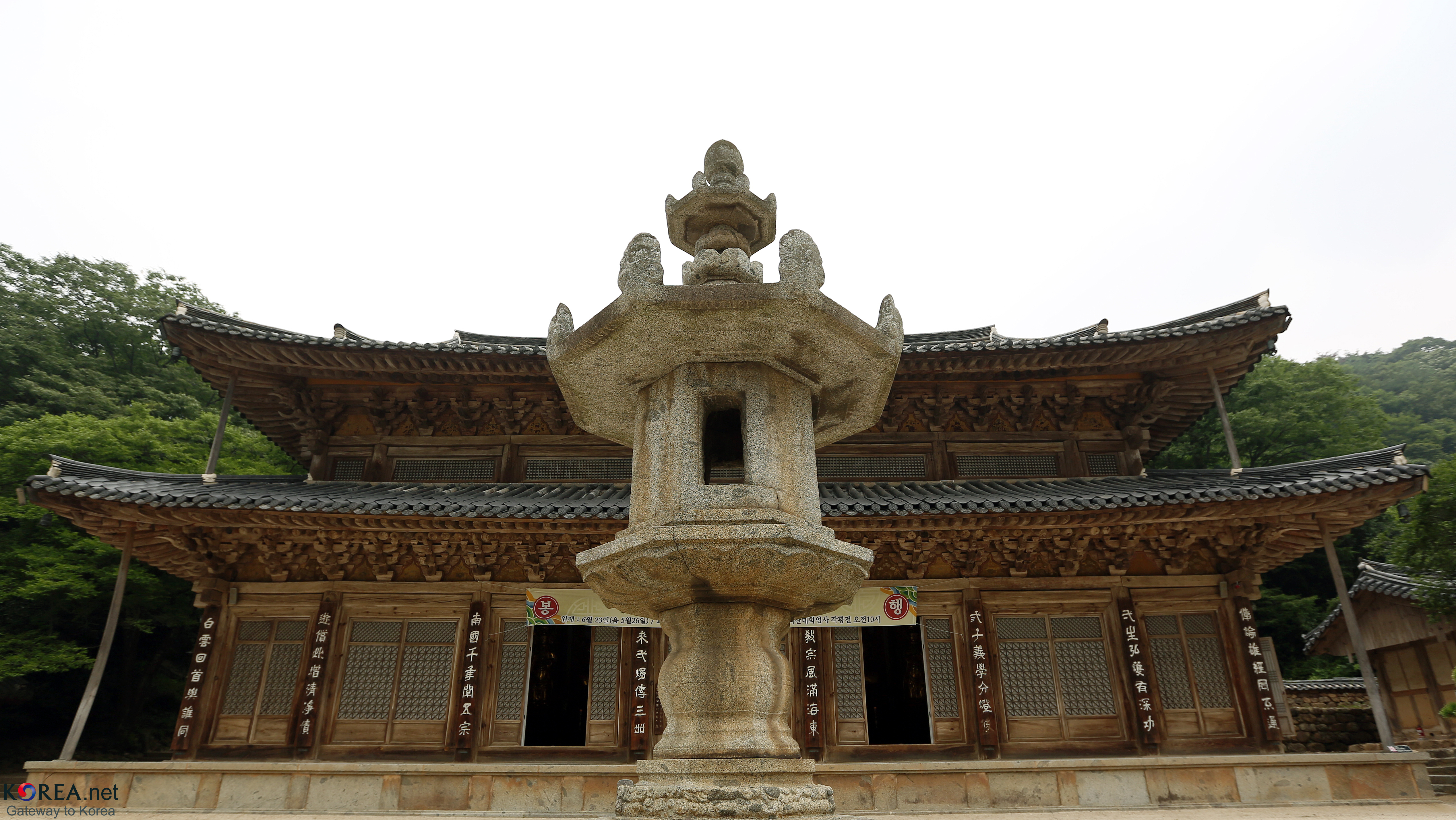
Temple de Hwaeomsa

Durant la période Samhan, Gurye faisait partie du Gorap, l'un des 54 petits états de la confédération Mahan. Avec l'expansion du royaume de Baekje durant la période des Trois Royaumes, Gurye fut intégré au sein du royaume, où il prit le nom de Gucharye (ou Guchaji). Sous le règne du roi Gyeongdeok du Silla unifié, le district faisait partie du comté de Gokseong, date à laquelle elle prit son nom actuel.

## Géographie
Le district de Gurye est situé dans la partie sud-ouest de la péninsule coréenne.

## Jumelages
La ville de Gwangmyeong est jumelée avec :
- Geoje (Corée du Sud) depuis le 10 décembre 1998[3]
- Suyeong (Corée du Sud) depuis le 9 février 1999[4]
- Chizhou (Chine) depuis le 5 novembre 2003
- Guro-gu (Corée du Sud) depuis le 18 avril 2005
- Yamato (Japon) depuis le 18 mai 2007